# Résolution 2334 du Conseil de sécurité des Nations unies
Pour un article plus général, voir Résolutions de l'ONU concernant Israël.
Membres permanents
- Chine
- États-Unis
- France
- Royaume-Uni
- Russie

Membres non permanents
- Angola
- Égypte
- Espagne
- Japon
- Malaisie
- Nouvelle-Zélande
- Sénégal
- Ukraine
- Uruguay
- Venezuela

Résolution no 2333 Résolution no 2335
La résolution 2334 du Conseil de sécurité des Nations unies est une résolution du Conseil de sécurité des Nations unies adoptée le 23 décembre 2016. Cette résolution, relative à la question de la Palestine, « exige de nouveau d’Israël qu’il arrête immédiatement et complètement toutes ses activités de peuplement dans le Territoire palestinien occupé, y compris Jérusalem-Est » ; elle rappelle les résolutions 242, 338, 446, 452, 465, 476, 478, 1397 (en) , 1515 (en)  et 1850.
Le texte est présenté au vote par la Nouvelle-Zélande, le Sénégal, la Malaisie et le Venezuela, après que l’Égypte qui l'avait proposé dans un premier temps eut demandé un report du vote à la veille de sa tenue à la suite d'un entretien du général-président Abdel Fattah al-Sissi avec Benyamin Netanyahou et Donald Trump,. Après une dernière tentative de le faire ajourner par l'intermédiaire de la Russie, le texte est mis au vote, avec la voix favorable de l’Égypte. La résolution est adoptée par 14 voix pour, aucune opposition, les États-Unis présidés par Barack Obama s'étant abstenus. Israël annonce cependant qu'il ne se conformera pas au vote du Conseil de sécurité.

## Contexte historique
La résolution est débattue dans un contexte d'intensification de la colonisation des territoires palestiniens par la nouvelle équipe gouvernementale israélienne formée en 2015 par Benyamin Netanyahou et qui intègre les partis d’extrême droite Foyer juif de Naftali Bennett et Israel Beytenou d’Avigdor Liberman. Le débat prend place dans le débat juridique autour de la colonie d'Amona jugée illégale par la Cour suprême d'Israël, qui a ordonné sa destruction d'ici le 25 décembre 2016, et dont les 80 familles se déplaceront pour certaines à proximité et pour les autres à la colonie d’Ofra. Selon le ministre britannique des Affaires étrangères, Boris Johnson, le Royaume-Uni a été étroitement impliqué dans la rédaction de la résolution proposée par l'Egypte.
Soutien-clé du gouvernement Netanyahou, le ministre de l’éducation Naftali Bennett obtient le 5 décembre 2016 l’adoption en première lecture par la Knesset d’une loi prévoyant l’annexion aux colonies de 4 000 logements isolés dits « outposts » pour les rattacher aux colonies autorisées par Israël. Le projet de loi est adopté le 6 février 2017, mais est encore susceptible de recours devant la Haute Cour de justice. L'ancien premier ministre Ariel Sharon avait pourtant affirmé en 2003 vouloir « immédiatement commencer à déplacer les avant-postes illégaux » et le rapport Sasson approuvé par le gouvernement proposait lui aussi de démanteler les 95 colonies sauvages qui existaient alors en 2005. Cette loi de 2016 est le premier acte législatif d'annexion du Parlement israélien depuis celui acté en juillet 1967 pour Jérusalem-Est et le plateau du Golan en 1981. La densification des colonies disloque la continuité territoriale de la Cisjordanie, transformée en une « peau de léopard » de cantons épars tendant à rendre impossible la création d’un État palestinien indépendant et viable en Cisjordanie.
La résolution est débattue dans les dernières semaines du second mandat de Barack Obama. Le président américain avait déclaré lors de son discours du Caire le 4 juin 2009 : « Les États-Unis n’acceptent pas la légitimité de la continuation de la colonisation [israélienne]. Ces constructions violent les accords précédents et sapent les efforts consentis pour parvenir à la paix. Il est temps que ces colonies cessent. »  
Après avoir obtenu de haute lutte durant son premier mandat un gel temporaire et partiel de la colonisation — excluant les quartiers orientaux de Jérusalem — en espérant qu’il permette de réamorcer le dialogue entre le camp israélien et l’Autorité palestinienne, le président américain n'était pas parvenu à relancer un processus de paix. Malgré leur isolement, les États-Unis mettent leur veto en février 2011 à un projet de résolution condamnant la poursuite de la colonisation afin de « retirer aux deux parties un prétexte pour ne pas s’engager dans des discussions substantielles » tout en assurant que ce veto ne valait pas approbation de la colonisation. À quelques semaines de l'adoption de la résolution 2334, l'administration Obama a accru l'aide militaire américaine à Israël, passant de 3 milliards de dollars annuels à 3,8 milliards de dollars pour une période de dix ans. Cette augmentation n'était pas subordonnée au respect par Israël des lois régissant l'occupation. Par ailleurs, les États-Unis ont maintenu leur engagement historique, initié après la guerre de 1967, de préserver l'avantage militaire qualitatif d'Israël sur tous les autres pays du Moyen-Orient, individuellement ou collectivement, afin de garantir qu'il ne soit pas confronté à une menace militaire. Enfin, l'administration Obama a choisi de s'abstenir lors du vote sur la résolution, alors qu'il ne lui restait que deux semaines avant la fin de son mandat, empêchant ainsi toute mise en œuvre de changement de la situation en Israël/Palestine avant l'entrée en fonction de l'administration Trump.
Tirant un bilan chiffré de l'accélération de la colonisation depuis le veto de 2011 (600 000 Israéliens vivant en territoire palestinien y compris à Jérusalem-Est, soit 100 000 de plus qu'en 2009), l’ambassadrice américaine auprès des Nations unies Samantha Power justifie l'absence de veto américain à cette résolution 2334 du Conseil de sécurité. Il faut remonter au vote positif ordonné par Jimmy Carter en 1980 sur la résolution 465, qui condamnait la colonisation à une époque où on ne comptait que 12 500 colons en Cisjordanie, pour retrouver une désapprobation aussi claire à la politique de colonisation menée par Israël qui menace désormais directement la viabilité d'un projet des deux États. En sus des résolutions de l'Assemblée générale, la résolution 2334 est la 226e résolution adoptée par le Conseil de sécurité portant sur le conflit israélo-palestinien depuis la création de l’ONU en 1945.

## Réactions internationales
L'abstention américaine, qui permet l'adoption de la résolution, est désapprouvée par le président élu Donald Trump qui a choisi comme futur ambassadeur en Israël David Friedman, un avocat étroitement lié au mouvement des colons, opposé à la solution des deux États conformément à la Convention nationale d’investiture de juillet 2016 à Cleveland, quand le Parti républicain avait pour la première fois renoncé à une solution des deux États, qui faisait depuis des décennies l’objet d’un consensus entre démocrates et républicains. Au cours de sa campagne électorale, Donald Trump avait pris position pour le transfert de l’ambassade américaine de Tel Aviv vers Jérusalem — ainsi que l'avait voté le Congrès des États-Unis en 1995, mais sans que la décision ne soit appliquée — et de la poursuite de la colonisation. Pour sa part, le conseiller diplomatique du président Obama, Ben Rhodes rappelle l'inefficacité du veto de 2011 : « Qu’est-ce qui pourrait nous prouver [qu’user de notre veto] ralentirait le rythme de la colonisation ? ».
Le Premier ministre israélien Benyamin Netanyahou s'élève contre la résolution qu'il qualifie de « biaisée et honteuse. » Il affirme aussi que la résolution remettrait en cause la présence juive au mur des Lamentations, même si le site n’y est nullement mentionné, et annonce avoir donné des directives à son ministre des affaires étrangères pour réévaluer « tous les engagements d’Israël avec l’ONU », réduire de 30 millions de shekels (soit 7,5 millions d’euros) le financement de cinq organismes lui étant rattachés et que son gouvernement cessait tout contact autre que sécuritaire avec les dirigeants palestiniens, ce qui selon le correspondant du quotidien Le Monde à Jérusalem était déjà le cas.
Israël rappelle ses ambassadeurs en Nouvelle-Zélande et au Sénégal, les deux pays avec la Malaisie et le Venezuela qui ont déposé le texte après le renoncement de l’Égypte. Israël décide dans la foulée d'annuler la visite du ministre sénégalais des Affaires étrangères, prévue en janvier 2017 et procède à l'annulation de tous les programmes d'aide au Sénégal, et l'annulation des visites en Israël des ambassadeurs non résidents du Sénégal et de Nouvelle-Zélande. L'organisation américaine Centre Simon-Wiesenthal qualifie la résolution 2334 d'« attaque la plus effarante contre Israël en 2016[réf. souhaitée] ».
L’Autorité palestinienne estime que l’adoption de la résolution est un « grand camouflet » pour Israël, alors que la Jordanie salue une décision « historique ». Le ministre français des Affaires étrangères Jean-Marc Ayrault salue sur Twitter « la résolution rappelant l’importance de la solution des deux États, Israël et la Palestine, vivant en paix et en sécurité ». La France doit organiser le 15 janvier 2017 une conférence internationale sur cette question où sont conviés près de 70 pays. Le ministre des Affaires étrangères belge Didier Reynders se réjouit du vote de la résolution : « La Belgique partage pleinement la position de la communauté internationale exprimée dans cette résolution : seule une solution à deux États offre une perspective de paix durable entre Israéliens et Palestiniens. La colonisation des Territoires occupés par Israël est illégale, et sa poursuite met gravement en danger la possibilité d'une solution à deux États ». Pour la diplomatie palestinienne, « la résolution confirme la violation du droit international nous ouvre les portes de la Cour pénale internationale puisque nous avons porté plainte contre la colonisation comme violation du droit de la guerre. Ensuite, en appelant à faire la distinction, dans les relations et les transactions entre le territoire israélien et le territoire palestinien occupé, elle donne un quitus aux États qui voudront boycotter les produits des colonies. Enfin, elle qualifie à plusieurs reprises Jérusalem-Est de « ville occupée », ce qui va sérieusement compliquer le transfert de l’ambassade américaine de Tel Aviv à Jérusalem, si Trump s’y obstine. Et ce qui fournit une argumentation juridique supplémentaire dans d’éventuelles discussions sur la « capitale unifiée » telle que la qualifie Israël »
Dans un de ses derniers discours comme secrétaire d'État des États-Unis, prononcé le 28 décembre 2016 à Washington, John Kerry dénonce la politique suivie par le premier ministre israélien qui se dit favorable à une solution de deux Etats mais dont la politique rend illusoire la viabilité d'un état palestinien, rappelant que le nombre de colons s'est accru de 270 000 depuis les accords d'Oslo de 1994. Inquiet de cette impasse dangereuse pour Israël, il souligne : « Si le choix est celui d'un seul État, Israël peut être un État juif ou un État démocratique. il ne peut pas être les deux. Et il ne sera jamais vraiment en paix (...) Nous ne pouvons pas défendre et protéger correctement Israël si nous permettons qu'une solution viable de deux États soit détruite devant nos propres yeux ». Son discours est violemment critiqué par le gouvernement israélien qui estime que « John Kerry s'en est pris de manière obsessionnelle aux colonies et n'a presque pas abordé une des sources du conflit, l'opposition palestinienne à l'existence d'un Etat juif quelles qu'en soient les frontières ».
Une conférence internationale de 70 pays, sans Israël ni l'autorité palestinienne doit se tenir à Paris le 15 janvier 2017 pour fixer « par écrit les grands principes avant d'entrer dans une période d'incertitude totale. » Cette conférence est dénoncée par avance par le ministre israélien Avigdor Liberman comme « une version moderne du procès Dreyfus avec l’État d'Israël et le peuple juif sur le banc des accusés. »

## Extraits de la résolution
« Condamnant toutes les mesures visant à modifier la composition démographique, le caractère et le statut du Territoire palestinien occupé depuis 1967, y compris Jérusalem-Est, notamment la construction et l’expansion de colonies de peuplement, le transfert de colons israéliens, la confiscation de terres, la destruction de maisons et le déplacement de civils palestiniens, en violation du droit international humanitaire et des résolutions pertinentes, »

« Constatant avec une vive préoccupation que la poursuite des activités de peuplement israéliennes met gravement en péril la viabilité de la solution des deux États fondée sur les frontières de 1967,
[...]

Réitérant sa vision d’une région où deux États démocratiques, Israël et la Palestine, vivent côte à côte, en paix, à l’intérieur de frontières sûres et reconnues,
[...]

Soulignant que le statu quo n’est pas viable et que des mesures importantes, compatibles avec le processus de transition prévu dans les accords antérieurs, doivent être prises de toute urgence en vue de
i) stabiliser la situation et inverser les tendances négatives sur le terrain, qui ne cessent de fragiliser la solution des deux États et d’imposer dans les faits la réalité d’un seul État, et de
ii) créer les conditions qui permettraient d’assurer le succès des négociations sur le statut final et de faire progresser la solution des deux États par la voie de négociations et sur le terrain, »

« 1. Réaffirme que la création par Israël de colonies de peuplement dans le Territoire palestinien occupé depuis 1967, y compris Jérusalem-Est, n’a aucun fondement en droit et constitue une violation flagrante du droit international et un obstacle majeur à la réalisation de la solution des deux États et à l’instauration d’une paix globale, juste et durable ;
 2. Exige de nouveau d’Israël qu’il arrête immédiatement et complètement toutes ses activités de peuplement dans le Territoire palestinien occupé, y compris Jérusalem-Est, et respecte pleinement toutes les obligations juridiques qui lui incombent à cet égard ; [...]
 4. Souligne qu’il est essentiel qu’Israël mette un terme à toutes ses activités de peuplement pour préserver la solution des deux États, et demande l’adoption immédiate de mesures énergiques afin d’inverser les tendances négatives sur le terrain, qui mettent en péril la solution des deux États ;
[...]
 13. Décide de demeurer saisi de la question. »